# Зарянко Сергій Костянтинович
Сергій Констянтинович Зарянко (24 вересня 1818 — 20 грудня 1870) — російський і білоруський художник-портретист.
Учень художника Олексія Веніціанова у якого почав займатися ще в період навчання в гімназії. Закінчив Академію мистецтв. У 1838 році отримав звання некласного художника, а в 1843 році за картину «Середина Морського Нікольського собору» був обраний академіком.
З кінця 1840-х років став займатися портретною творчістю, отримав визнання. Отримав звання професора, з 1856 року викладав у Московському училищі живопису, скульптури та архітектури. У викладанні використовував дещо з педагогічної методик Венеціанова. Його учні І. М. Прянишников, В. Г. Перов, В. В. Пукирев отримали визнання як художники. Практика викладання в училищі дала йому зрозуміти, що вчителі малювання мають слабку методичну і педагогічну підготовку. Про це він вказав у «Записці з предмету малювання», яку він подав до Академії мистецтв у 1858 році.
Портрети Сергія Зарянка відзначаються детальною, майже фотографічною точністю зображених осіб на портретах, також другорядних деталей.
Його полотна були представлені на Всесвітній виставці в Парижі (1867). Представлялися також твори і через тридцять п'ять літ після смерті автора в Берліні та Парижі. У Національному музею Тараса Шевченка зберігається портрет Ф. П. Толстого (1850)

## Галерея

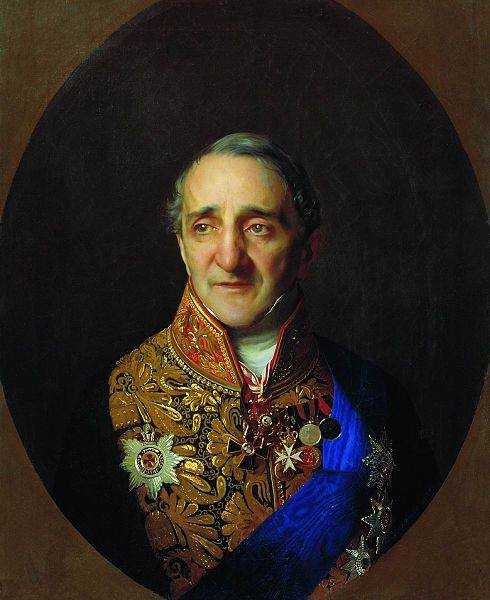
Христофор Екимович Лазарев
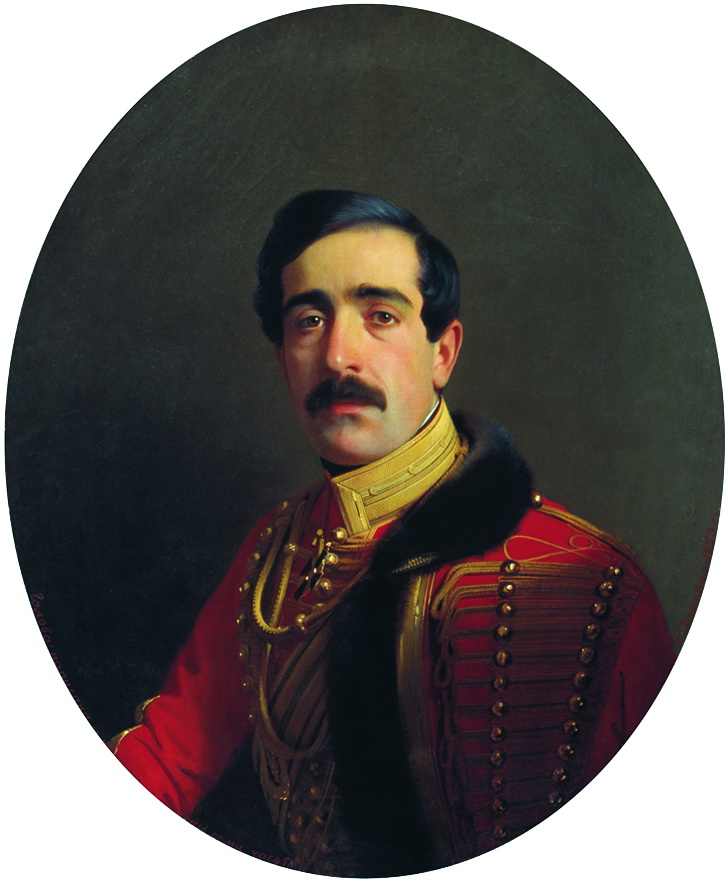
Князь Семён Давыдович Абамелик-Лазарев, 1853
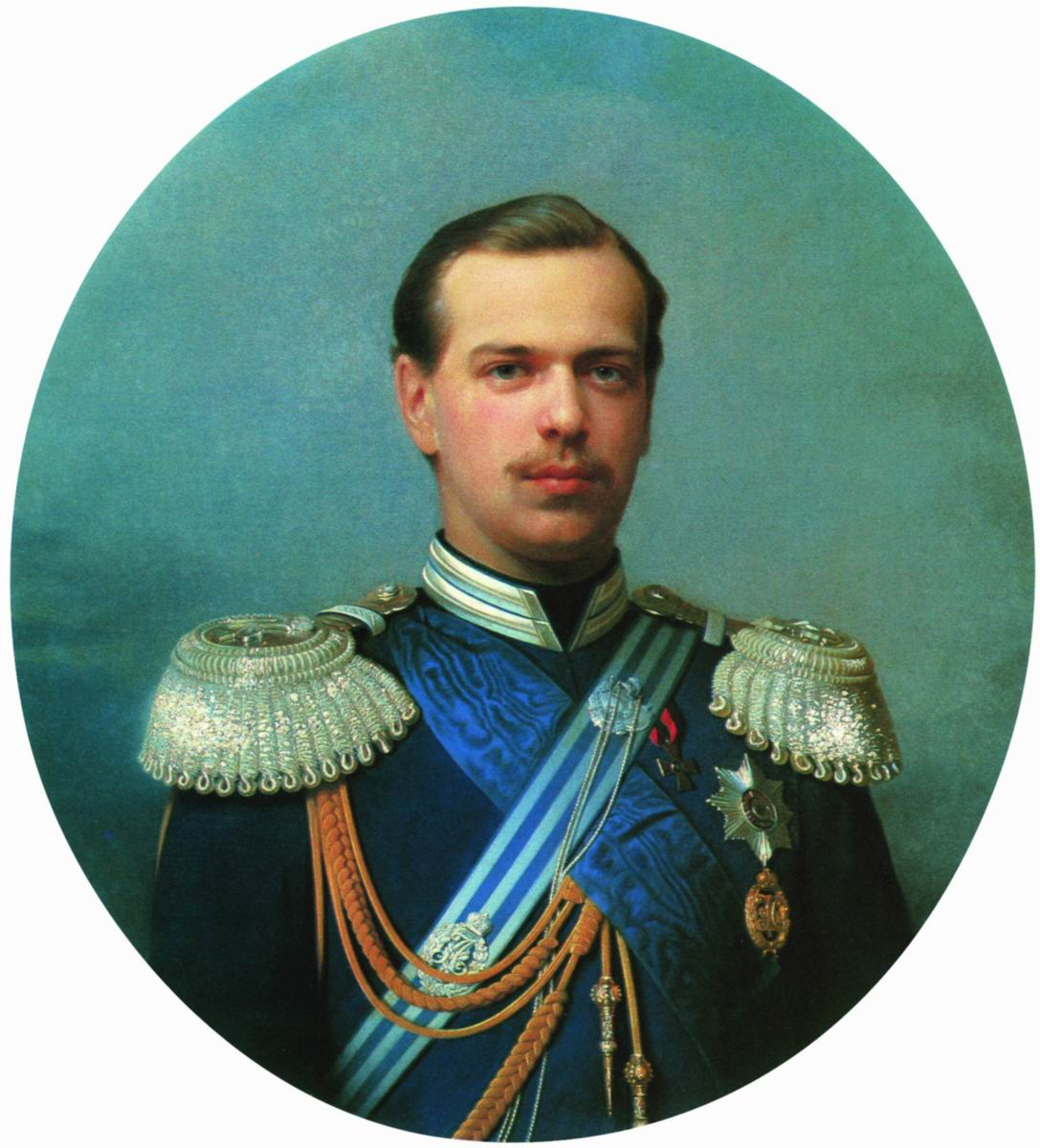
Цесаревич Александр Александрович (будущий император Александр III), 1867
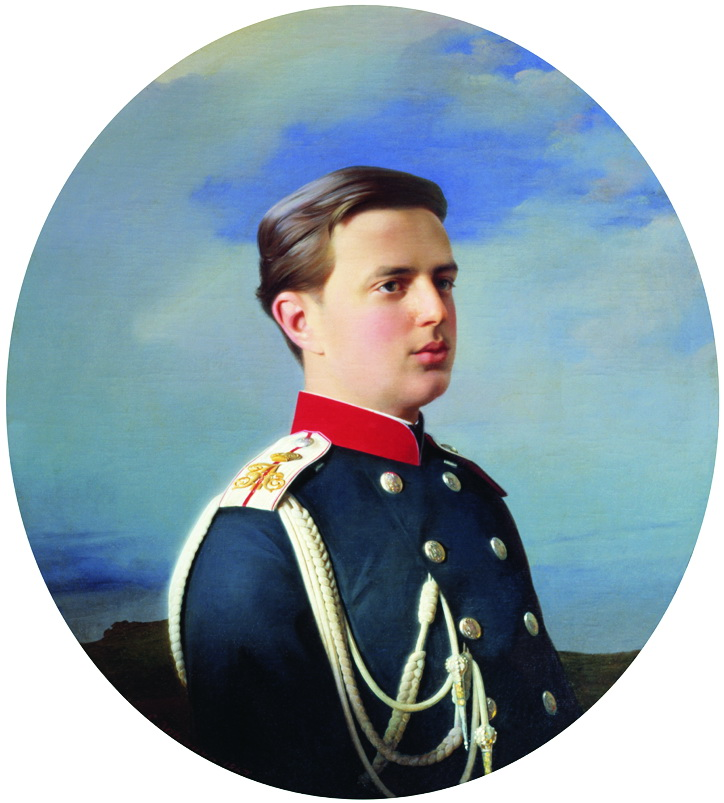
Великий князь Владимир Александрович младший брат Александра III, 1867
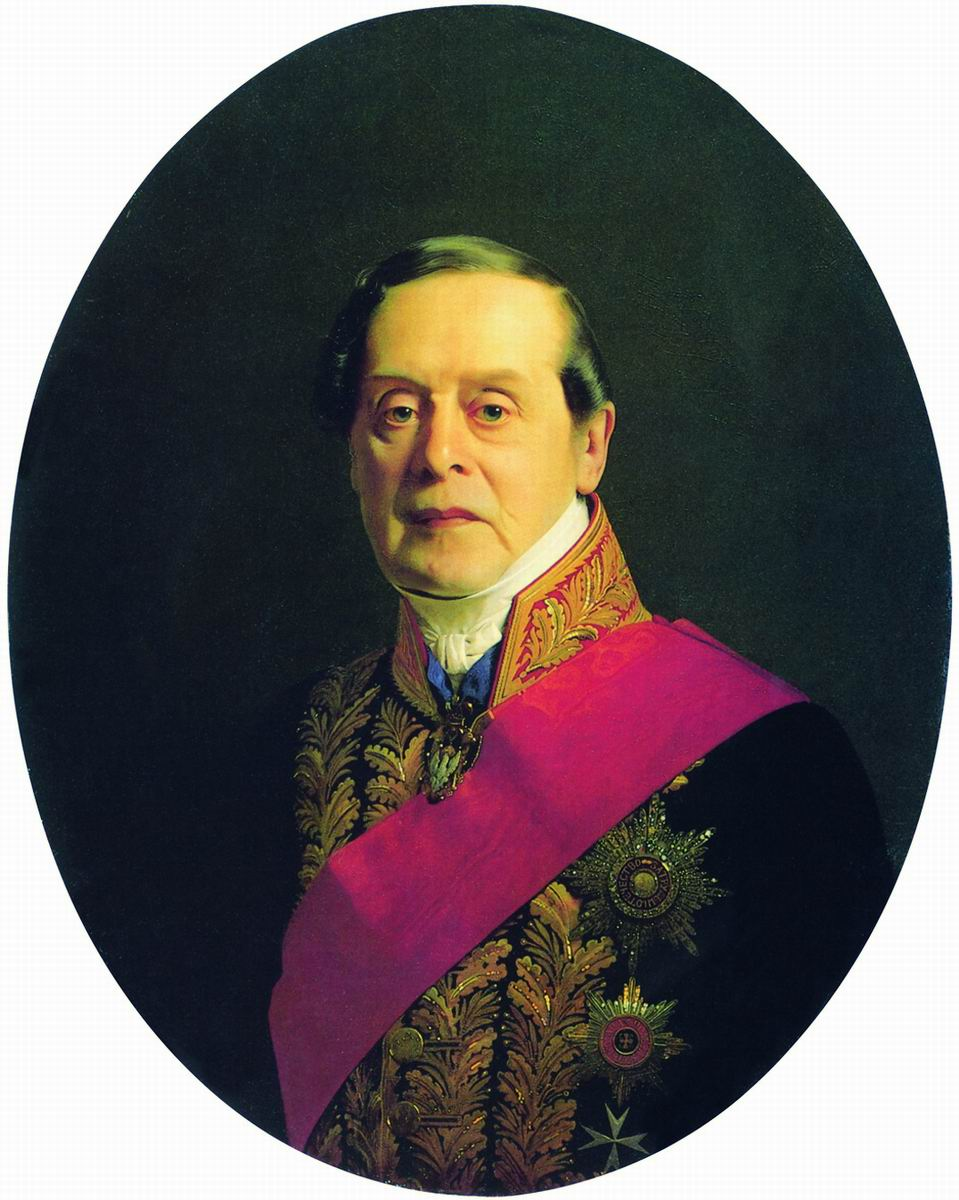
Александр Сергеевич Танеев, 1853
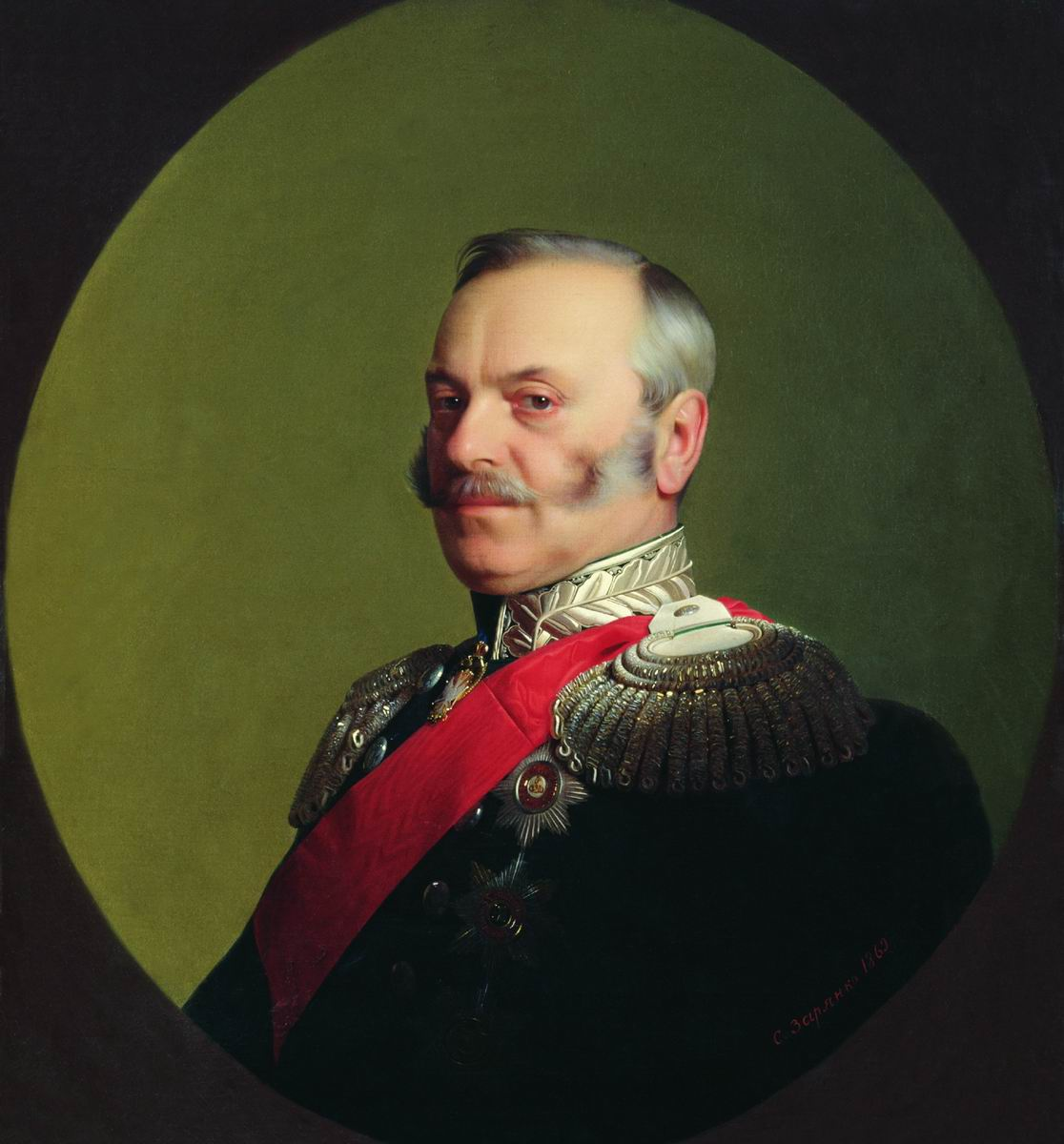
Министр путей сообщения Российской империи Павел Петрович Мельников, 1869
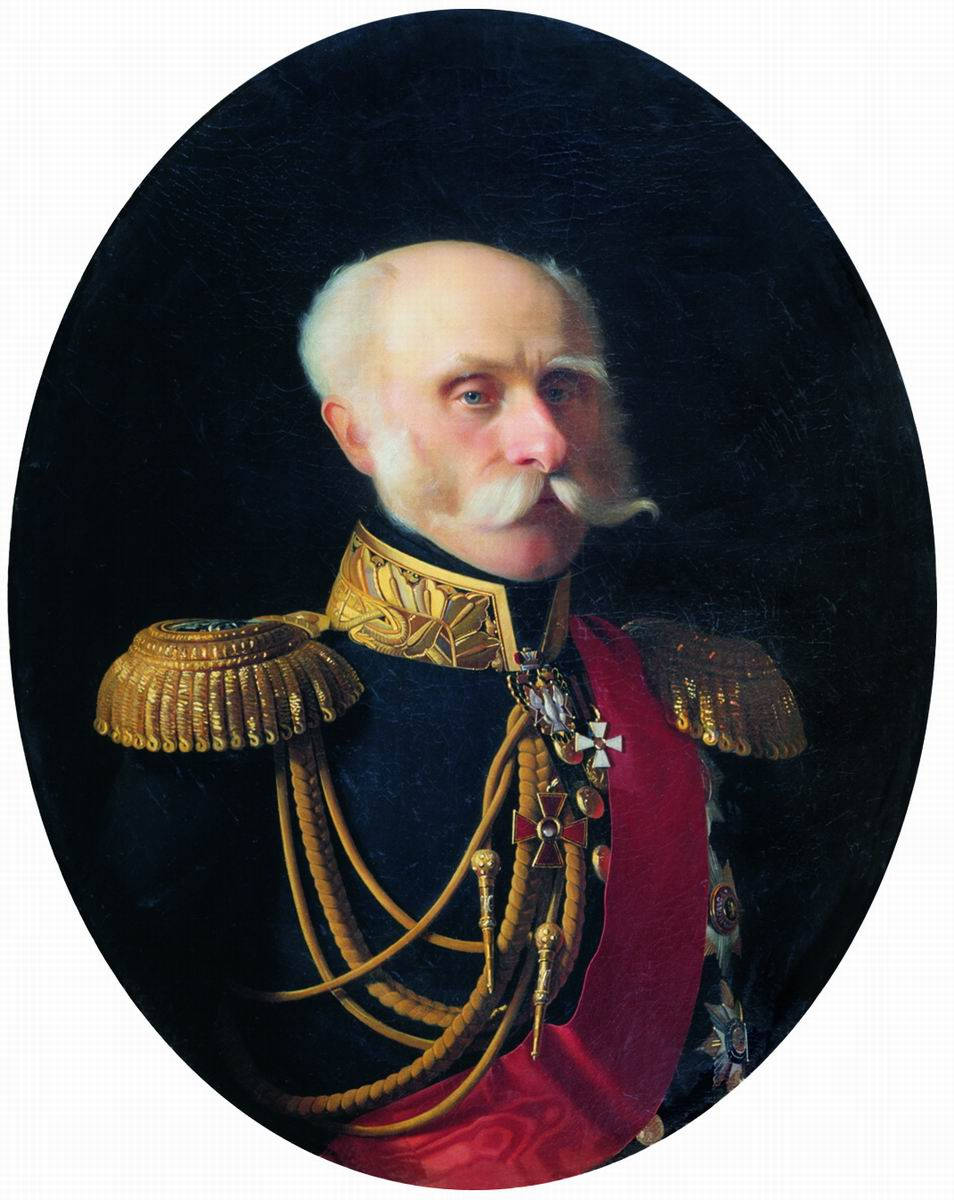
Адмирал и полярный исследователь Фёдор Петрович Литке, 1854
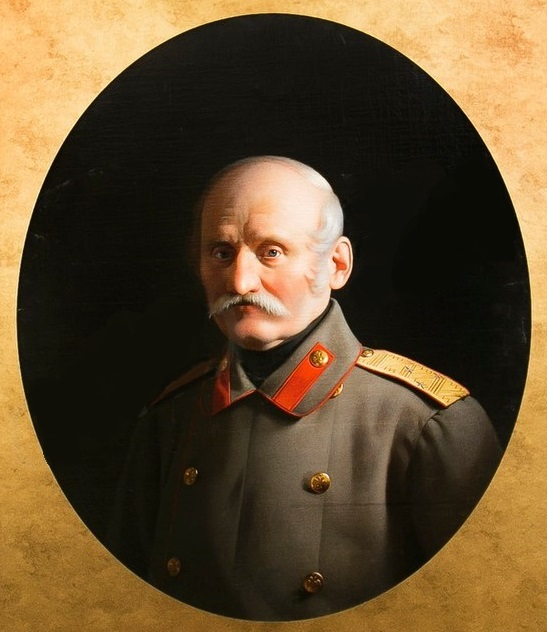
Генерал-лейтенант Александр Иванович Мясоедов, 1857
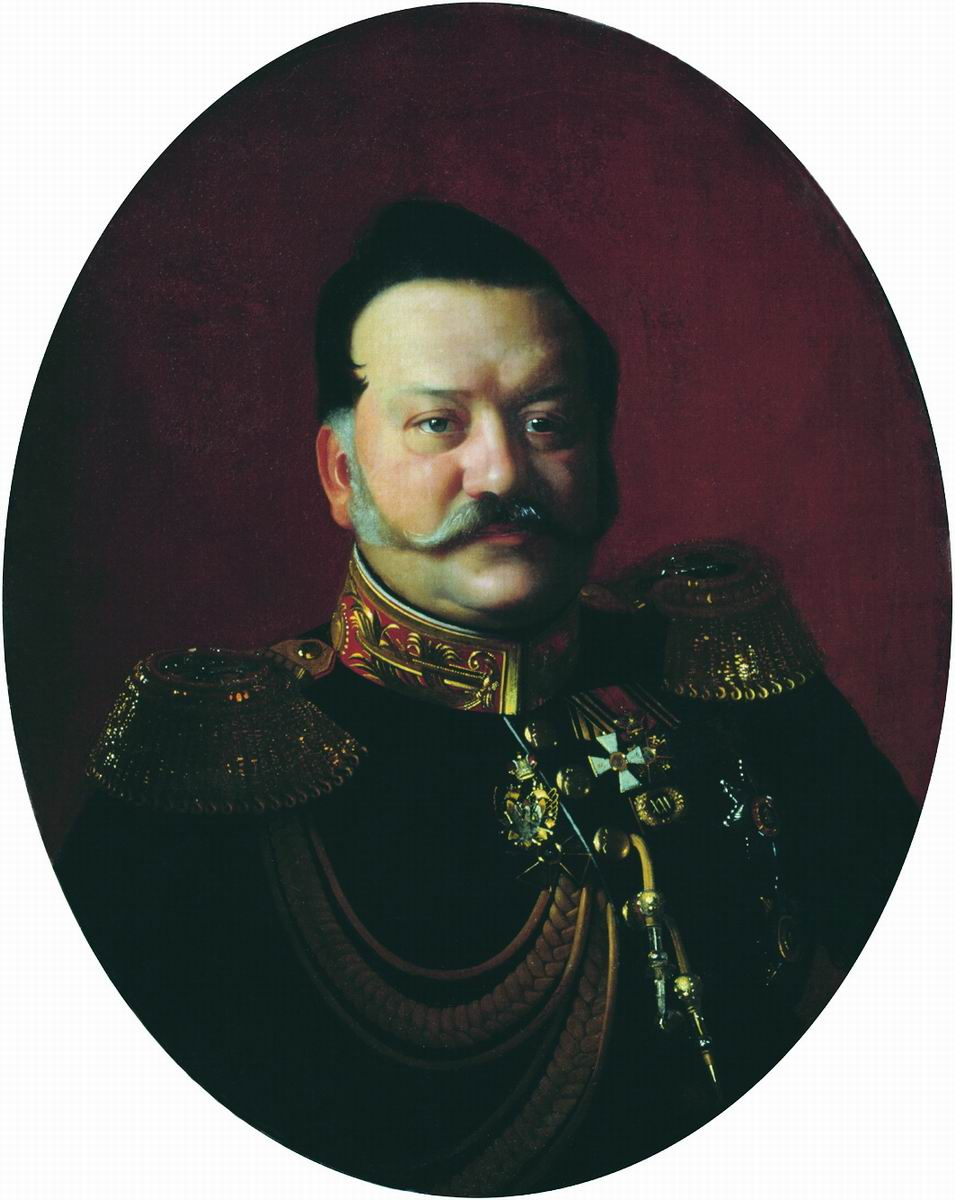
Генерал от инфантерии, реформатор Яков Иванович Ростовцев, 1855
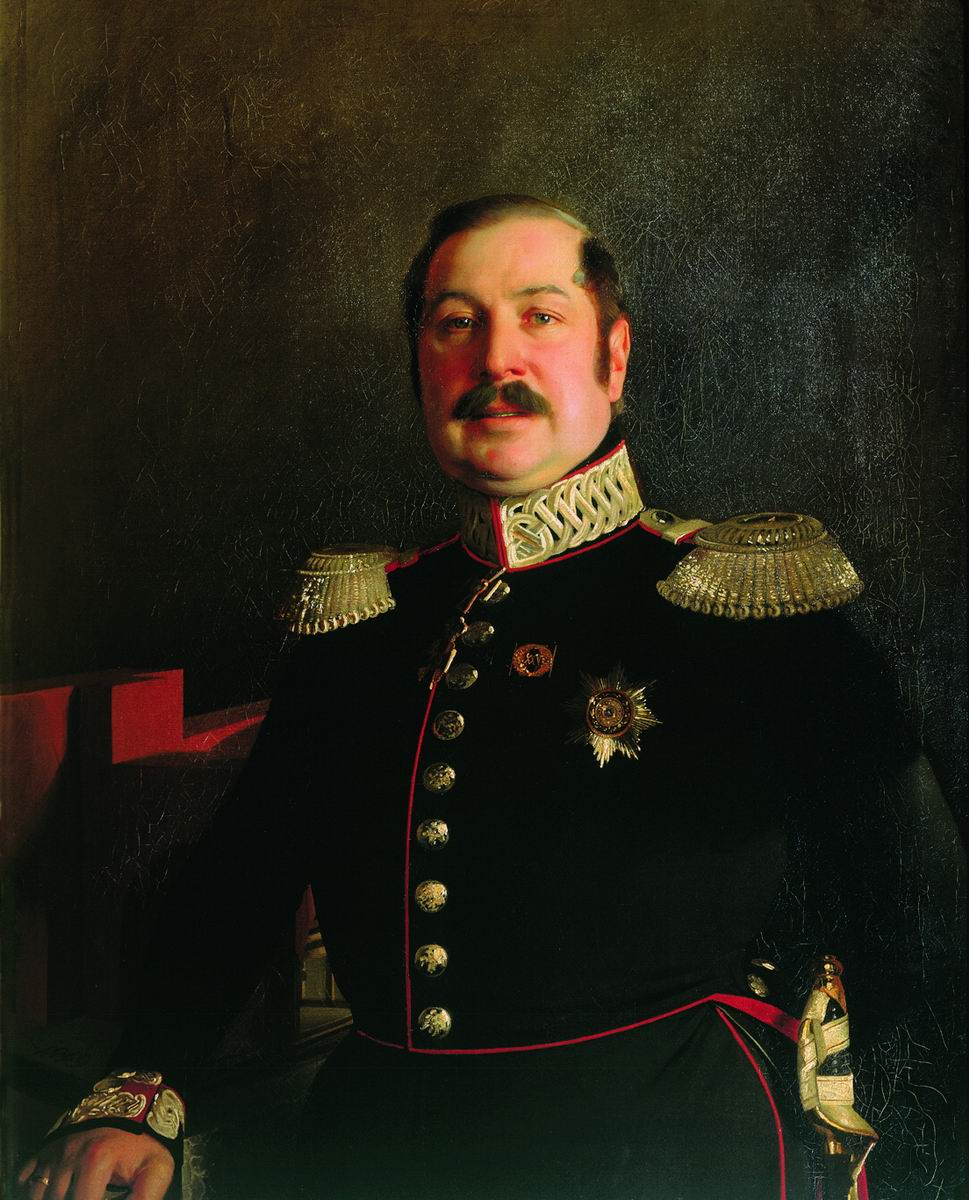
Генерал-лейтенант, военный инженер Пётр Карлович Ломновский, 1849
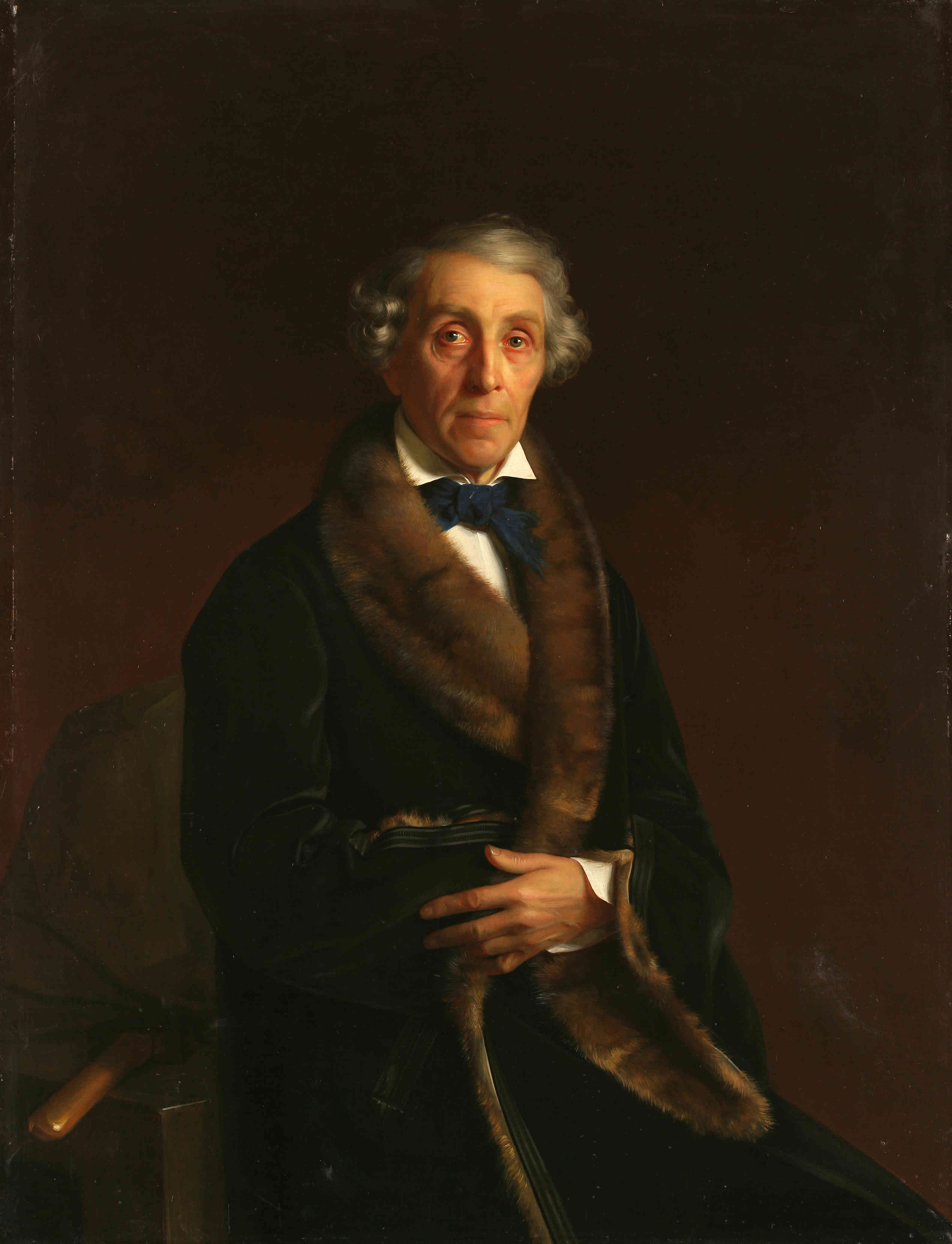
Медальер Фёдор Петрович Толстой, 1850
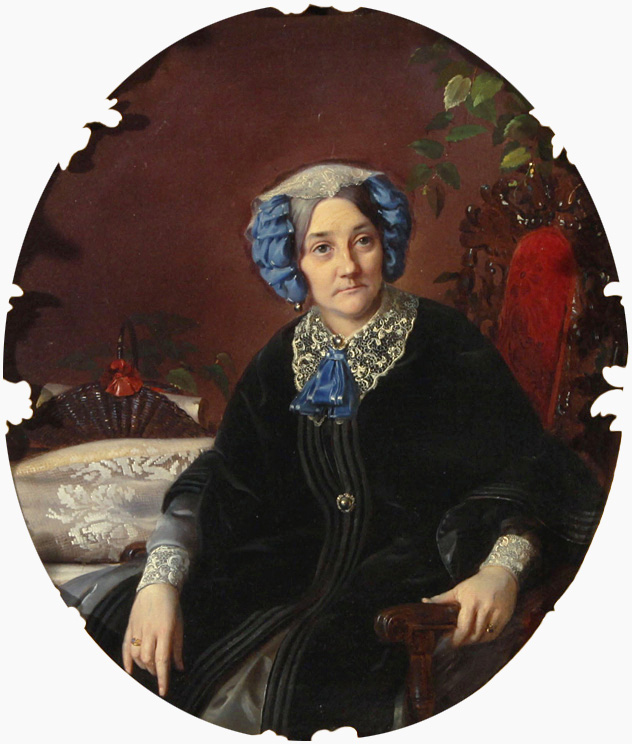
Княгиня Изабелла Адамовна Гагарина, урождённая графиня Валевская, жена обер-гофмейстера С. С. Гагарина, конец 1850-х